# Deutscher Kriegerbund

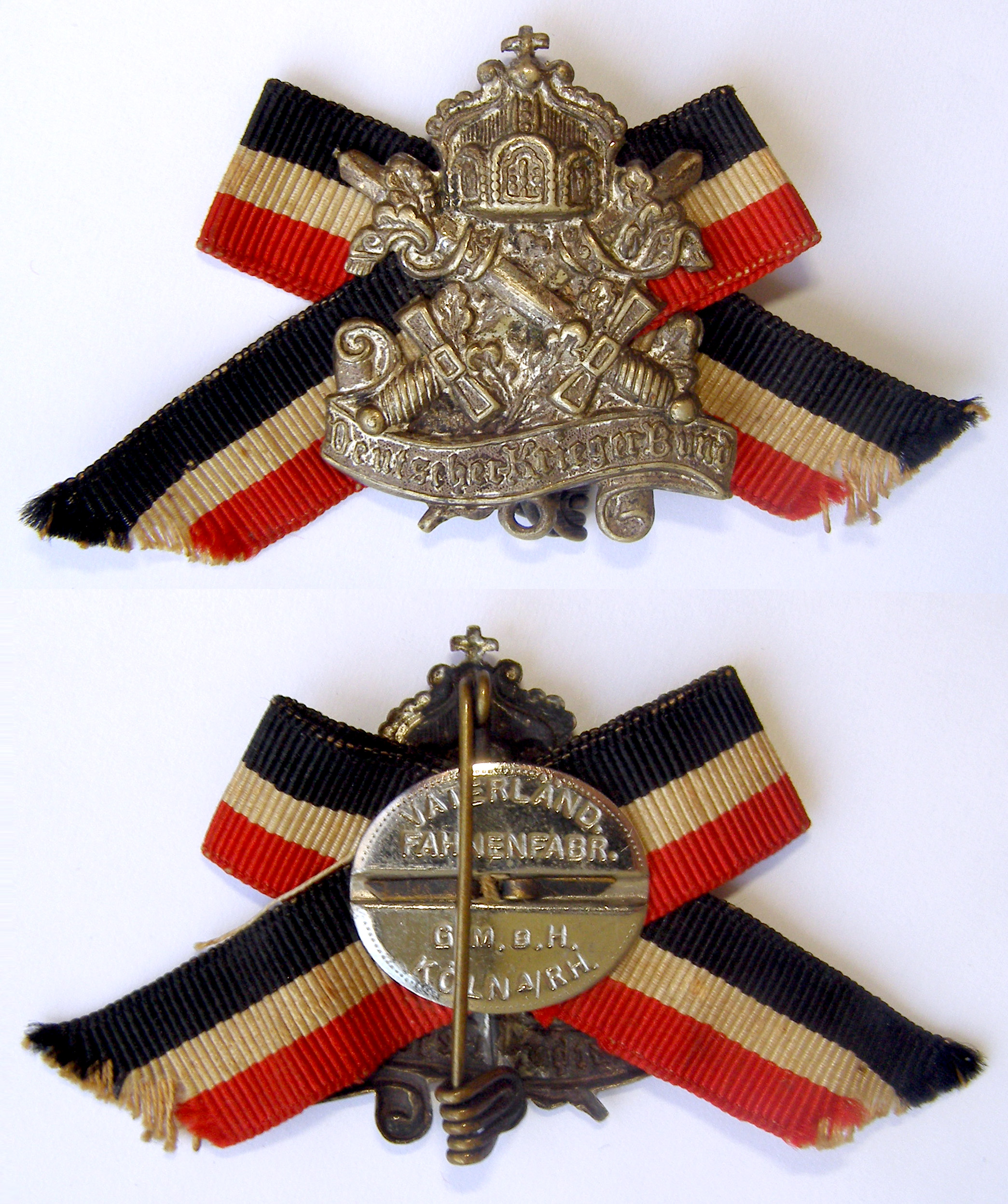
Verbandsabzeichen Vorder- und Rückseite

Der Deutsche Kriegerbund von 1873 ist nicht zu verwechseln mit dem „Deutschen Kriegerbund 1914/18 e. V.“ Dieser wurde erst nach dem Ersten Weltkrieg in Leipzig gegründet, 1934 gesetzlich verboten und aufgelöst.

## Geschichte

### Gründungsgedanke und Entwicklung
Die im Frühjahr 1872 angeregte und am 14. April 1873 in Weißenfels beschlossene Bildung des Deutschen Kriegerbundes gab das Signal zum Zusammenschluss der einzelnen Kriegervereine in Verbände. Der Bund strebte eine feste Bindung aller Kriegervereine mit gemeinsamer Unterstützungskasse über das ganze Reich an. Unter dem Eindruck der Ereignisse von 1870/71 wurde zunächst dem Bund von allen Seiten, besonders aus den südlichen Landesteilen zugejubelt. Die Meinungsverschiedenheiten über die Art der Gliederung brachten jedoch schnell eine Ernüchterung. Aus heutiger Sicht war der Deutsche Kriegerbund seiner Zeit bei der Herstellung einer einheitlichen Reichsorganisation weit voraus; er hatte in seinem Eifer aber die föderative Verfassung des Reiches vergessen. 1873 war die Zeit noch nicht reif, an einen einheitlichen gesamtdeutschen Reichs-Kriegerbund zu denken. Ganz im Gegenteil. Zunächst in Sachsen, später in Bayern machten sich Stimmen stark, die einen Zusammenschluss der deutschen Kriegervereine nach Bundesstaaten und eine der Reichsverfassung ähnliche Organisation anstrebten. In Sachsen war es bereits 1873 der damalige Kronprinz Albert, der diesen Weg den sächsischen Vereinen empfahl, in Bayern König Ludwig II., welcher 1874 die Bildung eines bayerischen Landesverbandes anregte. Allmählich bildeten sich auch in Württemberg, Baden, Hessen und anderen Bundesstaaten Landesverbände.
Diese schlossen sich umso fester in sich zusammen, je weniger es dem Deutschen Kriegerbund gelingen wollte, auch nur in Norddeutschland alle Kriegervereine in sich zu vereinigen. Schon auf der Gründungsversammlung in Weißenfels war eine Einigung nicht zu erzielen gewesen. Ein Teil der Versammlung, die nur eine lose Vereinigung wollte und ein gemeinschaftliches Unterstützungswesen ablehnte, fügte sich den Beschlüssen der Mehrheit nicht, sondern bildete, getrennt vom Deutschen Kriegerbund, das sogenannte „Kartellbündnis“, die spätere „Allgemeine Deutsche Kriegerkameradschaft“. Alle auf den verschiedenen Kriegertagen, in Leipzig 1874, in Berlin 1875, in München 1876 geführten Verhandlungen zwischen dem Deutschen Kriegerbund, seiner norddeutschen Gegenorganisation und den bereits gebildeten Landesverbänden konnten eine Einigung der auseinandergehenden Meinungen nicht herbeiführen. Auch die Bestrebungen des Generals der Infanterie z.D. Adolf von Glümer, der im Jahr 1878 mit Genehmigung Kaiser Wilhelm I. die Vereinigung sämtlicher deutscher Krieger herbeiführen wollte, hatten keinen Erfolg.
Während dieser Zeit waren die Landesverbände in Bayern, Sachsen, Württemberg, Baden und Hessen erstarkt und sahen gelassen dem Kampf der Meinungen zu, der hauptsächlich in Norddeutschland tobte. Hier standen sich immer noch der Deutsche Kriegerbund mit seinen gemeinsamen Kassen der gegenteiligen Strömung gegenüber, welche die allgemeine Vereinigung anstrebte. Solange diese beiden Anschauungen einander bekämpften, war an eine Einigung nicht zu denken. Die Bestrebungen in Norddeutschland waren zunächst darauf gerichtet, beide Strömungen miteinander, unter Eingliederung der übrigen Landesverbände, zu vereinigen. Der nächste Versuch hierzu wurde auf dem Allgemeinen Kriegerkongress in Frankfurt am Main im Mai 1881 gemacht. Der Kongress beschloss, unter voller Wahrung der Selbständigkeit der einzelnen Landes-, Provinzial- und Gau-Verbände, einen Verband aller deutschen Kriegervereine zu bilden, der den Namen „Deutscher Kriegerverband“ führen und zunächst die Satzung des Deutschen Kriegerbundes annehmen sollte.
Die „Allgemeine Deutsche Kriegerkameradschaft“ erklärte sich daraufhin, vorbehaltlich der Genehmigung ihrer Vereine, für aufgelöst. Der Abgeordnetentag des Deutschen Kriegerbundes in Heidelberg im Juni 1881 nahm die Beschlüsse des Frankfurter Kriegerkongresses an und genehmigte den geschlossenen Eintritt des Bundes in den Deutschen Kriegerverband. Die großen Landesverbände von Bayern, Sachsen, Württemberg und Baden lehnten dagegen einen Eintritt in den Verband ab. Um die in Frankfurt erzielte Einigung nicht zu gefährden, lud der Deutsche Kriegerbund die Landesverbände zu einer weiteren Konferenz nach Eisenach im März 1882 ein. Außer dem provisorisch errichteten Deutschen Kriegerverband und dem Deutschen Kriegerbund waren auf dieser Konferenz auch die Landesverbände von Sachsen, Württemberg, Hessen, Oldenburg und Braunschweig vertreten. Zum ersten Mal wurde hier der Grundsatz klar ausgesprochen, dass eine richtige Gliederung des deutschen Kriegervereinswesens nur auf der Grundlage von Landes-Kriegerverbänden der einzelnen Bundesstaaten möglich sei. Die Teilnehmer beschlossen daraufhin die Bildung des Deutschen Kriegerverbandes auf Grundlage von Landesverbänden. Die zu dieser Zeit dem Deutschen Kriegerbund angehörenden Landesverbände wurden dagegen als integrierter Bestandteil des Bundes angesehen; der Deutsche Kriegerbund sollte geschlossen in den Kriegerverband eintreten. Der Eintritt der dem Deutschen Kriegerbund noch nicht angehörenden preußischen Provinzialverbände wurde als wünschenswert erachtet.
Der Abgeordnetentag des Deutschen Kriegerbundes zu Gotha im Mai 1882 ermächtigte den Bundesvorstand, im Sinne der Eisenacher Beschlüsse dem Deutschen Kriegerverband beizutreten. Aber der im Oktober 1882 in Berlin versammelte Kriegertag des provisorischen Deutschen Kriegerverbandes fasste den Beschluss, dass die Einrichtung des Deutschen Kriegerverbandes, entgegen der Vereinbarung, auf Grund von Verbänden geschehen soll. Der Württembergische Kriegerbund trat deshalb im Dezember 1882 von den Eisenacher Abmachungen zurück, da der Deutsche Kriegerverband die dort getroffenen Beschlüsse nicht anerkannt habe. Erst durch den Einfluss des Hauptverbandes der Westfälischen Krieger- und Landwehrvereine, der keiner der beiden Hauptströme angehörte, wurde im März 1884 ein Beschluss gefasst. Danach sollte sich der Deutsche Kriegerverband auf Grund von Einzelverbänden bilden. Als Einzelverbände galten der Deutsche Kriegerbund und die Landesverbände. Die dem Deutschen Kriegerverbande angehörenden preußischen Provinzial- und Gauverbände sollten bei voller Selbständigkeit in den Deutschen Kriegerbund eintreten. Dafür sollte der Deutsche Kriegerbund dem Deutschen Kriegerverbande beitreten, welcher den Namen „Deutscher Reichs-Kriegerverband“ annehmen würde. Diesen Beschluss nahm der Abgeordnetentag des Deutschen Kriegerbundes im Juni 1884 in Köln an. Anfang Juli fand in Berlin eine gemeinsame Sitzung statt. Dort traten 20 preußische Verbände dem Deutschen Kriegerbunde bei. Damit waren alle preußischen Verbände im Deutschen Kriegerbund. Der Eintritt der Landesverbände in den Reichs-Kriegerverband erfolgte dagegen nur von Braunschweig, Oldenburg, Schwarzburg-Sondershausen, Hamburg und Bremen.
Dieser Misserfolg wies klar darauf hin, dass die dem Reichs-Kriegerverbande ferngebliebenen Verbände von Bayern, Sachsen, Württemberg, Baden und Hessen nur auf Grund reiner Landes-Kriegerverbände zu gewinnen waren. Die Organisation des Deutschen Kriegerbundes und dabei insbesondere das Fehlen eines preußischen Landes-Kriegerverbandes verhinderten dies aber. Ein auf dem Abgeordnetentag des Deutschen Kriegerbundes zu Magdeburg im Mai 1885 gestellter Antrag auf Umwandlung des Bundes in einen preußischen Landesverband wurde mehrheitlich abgelehnt. In Meiningen im Juni 1886 wurde den fünf Verbänden eine neue Vereinbarung vorgeschlagen. In Zukunft sollte kein militärischer Verein, der im Landesgebiet der genannten Landesverbände existiert, in den Deutschen Kriegerbund aufgenommen werden. Umgekehrt galt dies auch für Vereine im Gebiet des Deutschen Kriegerbundes. Infolge dieses Beschlusses traten im November 1886 die Landesverbände von Württemberg, Bayern, Sachsen, Baden und Hessen in Würzburg zusammen und beschlossen,
mit dem Deutschen Kriegerbund und dem Reichs-Kriegerverband in Verhandlung über Gründung einer kameradschaftlichen Vereinigung zu treten.
Nachdem der Deutsche Kriegerbund bereits im Jahre 1888 die Vereine, welche er noch in Württemberg hatte, an den Württembergischen Kriegerbund abgetreten hatte, beschloss der Abgeordnetentag zu Halle im Jahre 1891, das Bundesgebiet des Deutschen Kriegerbundes auf Preußen, Elsaß-Lothringen und diejenigen Norddeutschen Bundesstaaten zu beschränken, deren Kontingente unter preußischer Verwaltung stehen, ohne aber einen geschlossenen Heeresteil zu bilden. Danach schieden die Vereine, die der Bund noch in Bayern, Sachsen und Baden hatte, aus. Damit war auch der Deutsche Kriegerbund territorial abgegrenzt. Es fehlte jetzt nur noch ein äußerer Anstoß, um den Zusammenschluss zu erreichen.

### Die Idee zum Kyffhäuserdenkmal
Am 9. März 1888 war Kaiser Wilhelm I. verstorben. Bereits am 12. März stellte der damalige Schriftführer, der Geheime Regierungsrat Prof. Dr. Westphal, im Vorstand des Deutschen Kriegerbundes den Antrag, dass dem Reichsbegründer ein gemeinsames Denkmal von den ehemaligen deutschen Kriegern und Soldaten errichtet und dessen Kosten aus freiwilligen Beiträgen ehemaliger deutscher Soldaten aufgebracht werde. Dazu solle sich der Vorstand mit den anderen deutschen Kriegerverbänden vereinigen und ihnen den Kyffhäuser als Ort des Denkmals vorschlagen. Denn der Sage nach hat Kaiser Weißbart (Wilhelm I.) den Kaiser Rotbart (Barbarossa) erlöst.
Der Antrag wurde in der Bundesvorstandssitzung vom 12. März angenommen und Dr. Westphal beauftragt, eine Vorlage an den Abgeordnetentag in Danzig auszuarbeiten. Diese Vorlage wurde am 21. Mai 1888 in Danzig mit überwältigender Mehrheit angenommen und einige Tage später erklärte sich der Ausschuss des Reichs-Kriegerverbandes, zu dem ja außer dem Deutschen Kriegerbund noch die Verbände von Oldenburg, Braunschweig, Sondershausen, Hamburg und Bremen gehörten, mit dem Antrag einverstanden. Nun wurden die Landes-Kriegerverbände von Bayern, Sachsen, Württemberg, Baden und Hessen zu einer Sitzung nach Berlin eingeladen. Diese Sitzung fand am 7. Oktober 1888 statt. Es war das erste Mal, dass Vertreter der deutschen Kriegerverbände aus ganz Deutschland zu einer gemeinsamen Aufgabe zusammengerufen wurden, an der alle teilnahmen. Die Errichtung des Kyffhäuser-Denkmals zur Erinnerung an Kaiser Wilhelm I. wurde beschlossen. Aus dieser ersten gemeinsamen Arbeit aller deutschen Kriegervereine entwickelte sich die lang gewünschte Verbindung aller Kriegerverbände.
Der Bau wurde von einem Bau-Ausschuss geleitet, der aus Vertretern der einzelnen Verbände gebildet war. Als das Denkmal im Jahre 1896 fertig und der Öffentlichkeit übergeben worden war, entstand das Bedürfnis, ein ständiges Organ für seine Verwaltung zu schaffen. Es wurde der „Ständige Ausschuss der Deutschen Landes-Krieger-Verbände für die Verwaltung des Kaiser Wilhelm-Denkmals auf dem Kyffhäuser“ gegründet. Mit Wirkung zum 1. Januar 1900 benannte er sich in „Kyffhäuser-Bund der deutschen Landes-Kriegerverbände“ um und wurde ein eingetragener Verein e. V. im Sinne des Par. 21 des BGB. Gleichzeitig ging der Reichs-Kriegerverband im Deutschen Kriegerbund auf. Am 15. August 1908 verlegte dieser seinen Bürobetrieb in die Geisbergstr. 2 in Berlin W50. Dies wurde auch die ständige Adresse des Reichskriegerbundes bis zur Auflösung 1943.

### Umorganisation und Auflösung
So existierte der Deutsche Kriegerbund neben den anderen Landesverbänden bis zum Kriegsende 1918. Nach Ende der Monarchie wurde es notwendig, die Ziele des Bundes den neuen Verhältnissen anzupassen. Dies geschah auf dem Abgeordnetentag zu Kassel 1919 verbunden mit organisatorischen Änderungen innerhalb des Kyffhäuserbund.
Bisher hatte das Kriegervereinswesen zwei Zentralen, den Kyffhäuserbund und den Deutschen Kriegerbund. Der Deutsche Kriegerbund sollte ursprünglich die Zentrale des Kriegervereinswesens werden; er hat diese Absicht schon 1891 aufgegeben. Aus praktischen Gründen blieb er aber in seinem damaligen Umfang bestehen, auch nachdem der Kyffhäuserbund im Jahre 1900 entstanden war. Sein gut gewählter, leicht ins Gedächtnis gehender Name führte aber häufig zu Verwechselungen und Irrtümern über die Gesamt-Reichszentrale des Kriegervereinswesen. Gleichzeitig verwaltete der Deutsche Kriegerbund aber auch das Wirtschafts- und Unterstützungswesen der Norddeutschen Kriegerverbände und des Preußischen Landes-Kriegerverbandes. Eine Auflösung des Bundes und eine Übertragung des Vermögens auf den Kyffhäuserbund kam aus steuerlichen Gründen nicht in Frage.
Nach vielen Diskussionen und Überlegungen wurde schließlich eine Lösung gefunden: Der Kyffhäuserbund wird unter neuem Namen in einen festen Bund umgewandelt, der die einzige Zentrale des deutschen Kriegervereinswesens ist. Seine satzungsgemäß gefassten Beschlüsse sind für alle zu ihm gehörenden Landes-Kriegerverbände bindend. Der Deutsche Kriegerbund gibt seinen bisherigen Namen auf und nimmt einen neuen Namen an, er wandelt sich zu einem reinen wirtschaftlichen Zweckverband um. Dieser Vorschlag wurde vom Kyffhäuserbund und vom Deutschen Kriegerbund angenommen. Mit Wirkung vom 1. Januar 1922 benannte sich der Kyffhäuserbund in „Deutscher Reichskriegerbund Kyffhäuser“ um, der Deutsche Kriegerbund in „Deutsche Krieger-Wohlfahrtsgemeinschaft“.

## Angeschlossene Soldatenbunde
- Bayerischer Soldatenbund 1874 (BSB)
- Kyffhäuserbund